# Escanaffles
Escanaffles (Scalafia - Schalafie) is een dorp in de Belgische provincie Henegouwen, en een deelgemeente van de Waalse gemeente Celles. Escanaffles was een zelfstandige gemeente, tot die bij de gemeentelijke herindeling van 1977 toegevoegd werd aan de gemeente Celles.

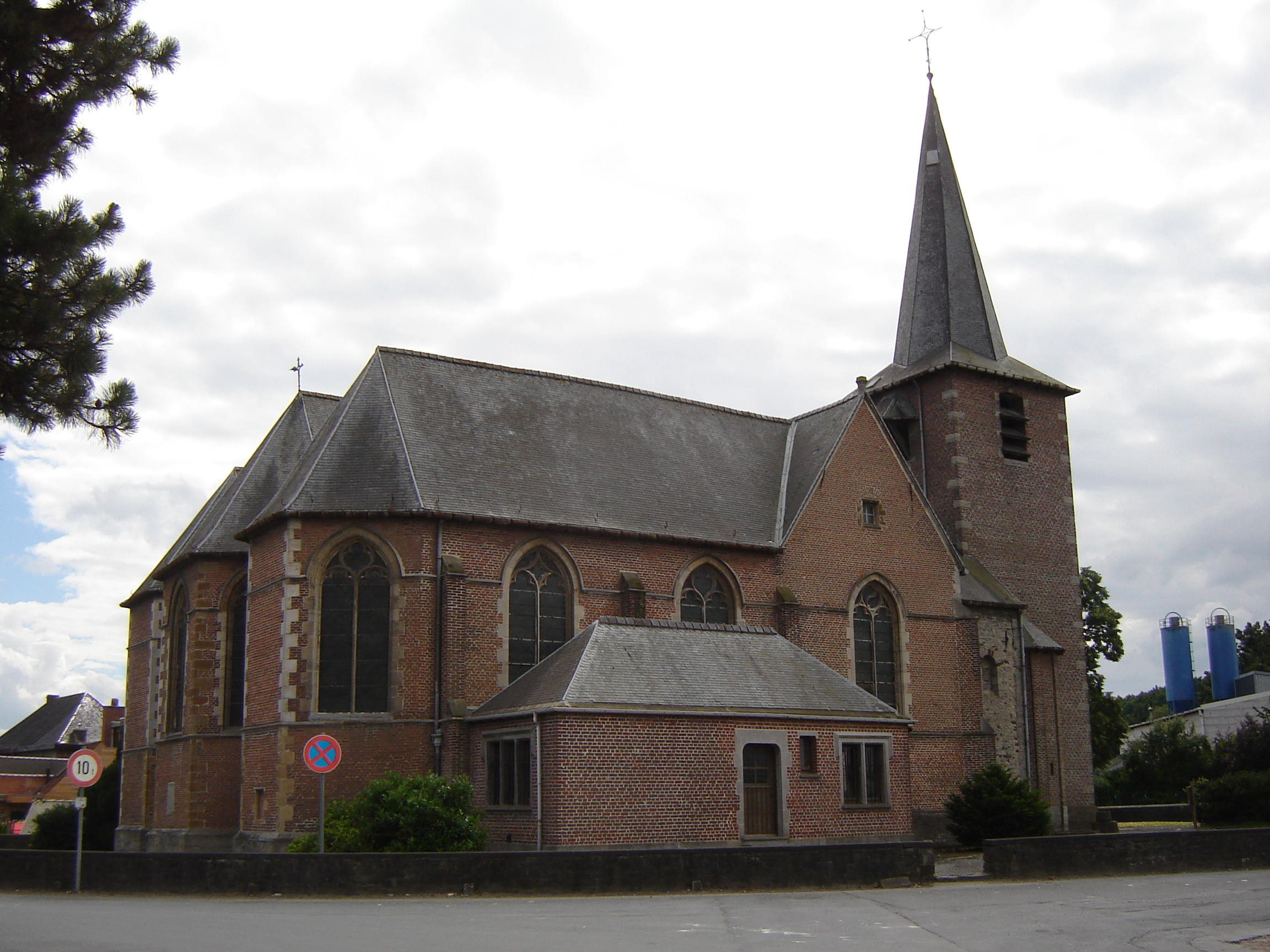
Église Saint-Martin

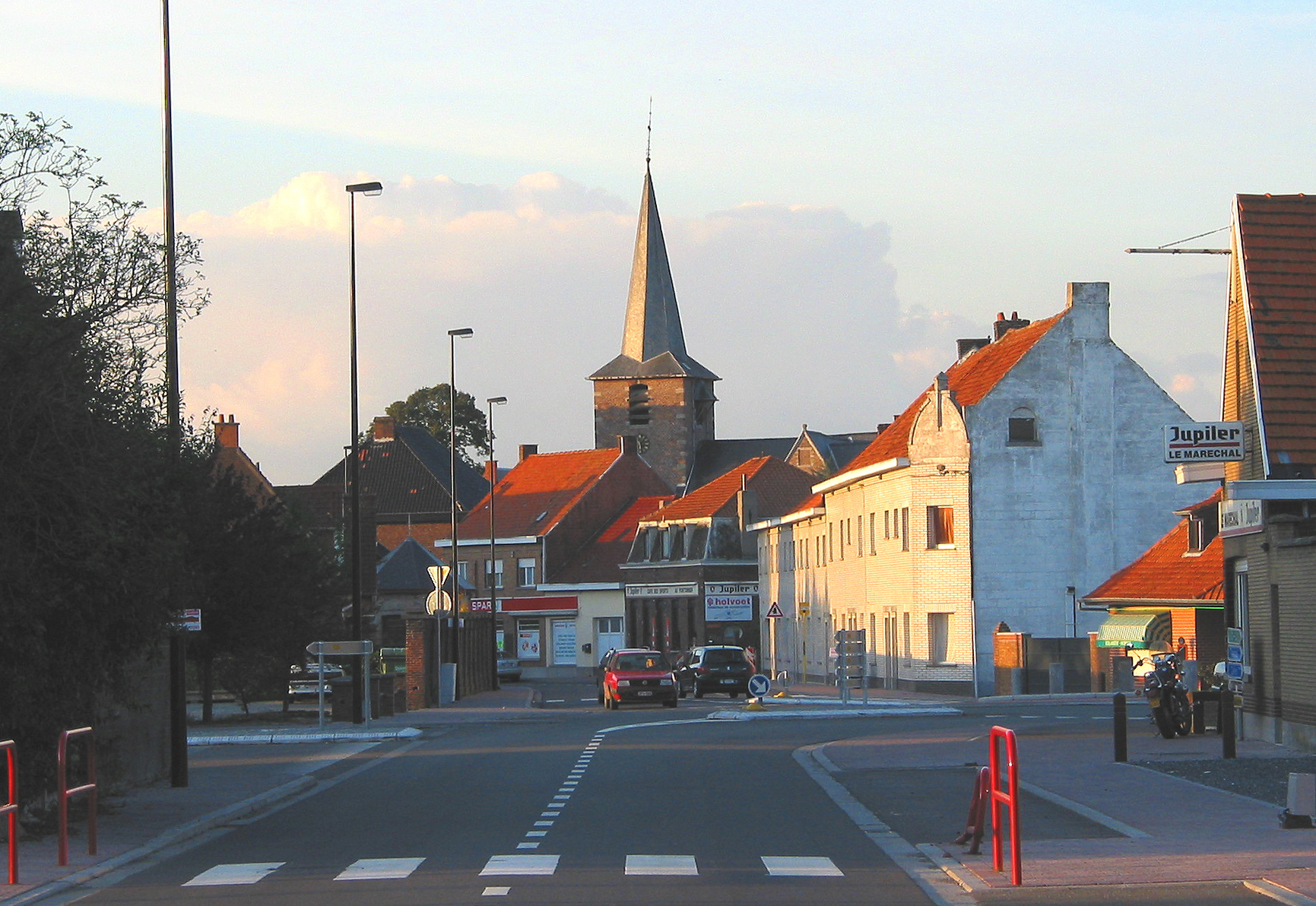
Het dorp

## Geschiedenis
De naam Escanaffles  (Scalafia -  Schalafie) is afgeleid van Escaut of Schelde. Het achtervoegsel betekent: vochtige weide. Door het rechttrekken van de Schelde kwamen er enkele enclaves van Escanaffles op de (Vlaamse) linkeroever van de Schelde te liggen, terwijl Outrijve een kleine enclave op de (Waalse) rechteroever bezit.
Naar verluidt zou aan de Schelde een burcht tegen de Vikingen zijn gebouwd, en de versterking zou in 1695 zijn verwoest door de troepen van Lodewijk XIV van Frankrijk. Escanaffles behoorde tot het meest noordelijke deel van het Doornikse.
Omstreeks 1900 trokken veel seizoenarbeiders naar Frankrijk om daar in de landbouw te werken. Ze vertrokken in mei en kwamen halverwege augustus terug. In 1872 kwam er een suikerfabriek in Escanaffles, welke tot een der belangrijkste Belgische suikerfabrieken uitgroeide, maar in 1990 gesloten werd. In Fontenoy kwam toen een nieuwe, grotere fabriek.

## Demografische ontwikkeling
- Bronnen:NIS, Opm:1831 tot en met 1970=volkstellingen, 1976= inwoneraantal op 31 december

## Bezienswaardigheden
- Sint-Martinuskerk
- Kasteel van le Saulchoir
- Een 19e-eeuwse ronde bakstenen duiventoren met achtkant leien dak, gelegen in een vierkanthoeve aan Impasse d'Orroir 1[1]

## Natuur en landschap
Escanaffles ligt aan de Schelde. De Ronne (La Rhosnes) mondt ter hoogte van Escanaffles in de Schelde uit. De hoogte bedraagt 15-20 meter. 

## Politiek
Escanaffles had een eigen gemeentebestuur en burgemeester tot de gemeentelijke fusie van 1977. Burgemeesters waren:
- ? -1969: Fernand Braye
- 1969-1976: Henri Fleurquin

## Nabijgelegen kernen
Pottes, Orroir, Outrijve, Ruien